# 上野剛児
上野 剛児（うえの つよし、1969年 - ）は、陶芸家。

## 経歴
1969年、岡山県玉野市に生まれる。
1990年から1994年まで、自動車メーカーにてデザイナーとして勤務。1994年、退職し、北米大陸や東南アジアなどを訪れる。1996年、帰国。1997年、福井県窯業指導所入所。1998年、森岡成好に師事。2005年、香川県東かがわ市に「火の谷窯」を築窯。
南蛮焼を中心に、灰釉や粉引なども手掛ける。制作は、穴窯でのそれを一貫する。

## 関連文献
- 「器に出会う旅」『［TABI］DEARU』vol.0